# Lecrae
Lecrae Devaughn Moore (Houston, Texas, 9 de octubre de 1979), más conocido por su nombre artístico como Lecrae, es un rapero, cantante, compositor, empresario, productor discográfico y actor estadounidense de hip hop. 
Es el presidente, copropietario y cofundador de la discográfica independiente Reach Records, es también cofundador y presidente de la ahora difunta organización sin fines de lucro ReachLife Ministries. Hasta la fecha, ha lanzado siete álbumes de estudio y tres mixtapes como solista, lanzando tres álbumes de estudio, un álbum de remixes y un EP como el líder del grupo de hip hop 116 Clique. Produjo gran parte de su material anterior junto con otras versiones anteriores de Reach Records. Lecrae, en referencia a su etiqueta de rapero cristiano, ha declarado que su música es solo hip hop, aunque refleja su fe cristiana. En mayo de 2016, Lecrae firmó con Columbia Records en un acuerdo conjunto entre su sello y Columbia Records que finalizó este año (2020) después de su álbum "Set Me Free" que luego remasterizó, después salió su nuevo álbum "Restoration" con Reach Records. 
La grabación debut de Lecrae, Real Talk, fue lanzada en 2004 a través de Reach Records. Su tercer álbum en solitario, Rebel, lanzado en 2008, se convirtió en el primer álbum cristiano de hip hop en alcanzar el número 1 en la lista Billboard Gospel. Rehab le siguió en el año 2010. Lecrae comenzó a atraer la atención de la corriente principal cuando actuó en el BET Hip Hop Awards Cypher 2011 y apareció en la canción de Statik Selektah "Live & Let Live" de Population Control. El 10 de mayo de 2012, Lecrae lanzó su primer mixtape, Church Clothes, que fue presentado por DJ Don Cannon. Considerado su gran avance en el hip hop convencional, el mixtape se descargó más de 100.000 veces en menos de 48 horas. Su sexto álbum de estudio, Gravity, salió el 4 de septiembre de 2012 y ha sido calificado como el álbum más importante en la historia del hip hop cristiano por Rapzilla y Atlanta Daily World. El álbum debutó como el álbum más vendido en general en iTunes Store y en la posición 3 en Billboard 200, además ganó el Premio Grammy al mejor álbum Góspel en los Premios Grammy 2013, imponiéndose como el primer artista de hip hop que recibió este premio. Lecrae lanzó su séptimo álbum, Anomaly, el 9 de septiembre de 2014. Debutó en el N.º 1 en el Billboard 200 con 88.587 copias vendidas durante la primera semana, el primer álbum que encabezó tanto el Billboard 200 como el cuadro de Gospel simultáneamente.
Lecrae recibió nominaciones como Artista del Año en los 43, 44, 45 y 46 Premios GMA Dove, el último de los cuales ganó, y como Mejor Artista del Evangelio en los Premios BET 2013 y 2015, el último de los cuales ganó, fue el primero en ganar correspondiente al género del rap. La filmografía de Lecrae incluye un papel en la película de televisión A Cross to Bear (2012) y un breve papel como el Dr. Malmquist en la película de comedia Believe Me (2014). En el ámbito social, Lecrae ha abogado por la preservación de la responsabilidad y la paternidad como un valor entre los hombres en los Estados Unidos, y en 2013 se asoció con Dwyane Wade y Joshua DuBois en la iniciativa multimedia This Is Fatherhood como parte de la iniciativa paternidad y mentoría de la administración de Obama. También ha presentado y escrito acerca de la tensión racial y la injusticia en los Estados Unidos.

## Vida y Carrera

### Primeros años
Lecrae fue criado por su madre soltera en un barrio pobre del sur de Houston. Poco después de su nacimiento, se mudó a Denver, lejos de su adicción a las drogas padre, y luego a San Diego. A la edad de 6 años, fue abusado sexualmente por su niñera. De adolescente, sus modelos a seguir fueron el rapero Tupac Shakur y su tío, miembro de una pandilla callejera.
A los 16 años, comenzó a usar drogas, probando casi todas las sustancias excepto crack y heroína. Comienza a robar en la escuela secundaria ya traficar con drogas, usando la Biblia de su abuela como amuleto de la suerte. Lo arrestan por posesión de drogas, pero el policía que lo arresta descubre su Biblia y le hace prometer que si lo suelta vivirá de ahora en adelante de acuerdo con sus principios. Posteriormente, comienza una rehabilitación. Deja las drogas, pero las reemplaza con alcohol y organiza fiestas.
Recibe una beca y va a estudiar teatro a la Universidad del Norte de Texas, pero hace música en lugar de ir a sus clases. Abandonó su programa y fue a la Universidad Estatal de Middle Tennessee.

### Conversión al cristianismo
A los 19, va a un estudio bíblico después de ser invitado por una chica de la universidad. Le asombra ver allí a gente como él, a los que les gustan los mismos libros y la misma música, pero que eran cariñosos. Decide vivir para Dios, pero aun así toma malas decisiones. Siguiendo la invitación de un amigo, asiste a una conferencia cristiana en Atlanta y queda impresionado por la actuación de un grupo de rap cristiano, The Cross Movement. También se siente conmovido por una clara presentación del evangelio por parte del pastor James White (Christ Our King Community Church), pide perdón por sus pecados y afirma haber experimentado un nuevo nacimiento.
Posteriormente, es víctima de un accidente automovilístico y sale ileso. Regresó a la Universidad del Norte de Texas y obtuvo una licenciatura en Sociología y Medios Electrónicos en 2003.
Ese mismo año, en una reunión de estudio bíblico en la Iglesia Bíblica de Denton en Denton (Texas) allí conoció a Ben Washer, con quien sería voluntario y cantaría en un reformatorio. La respuesta positiva de los jóvenes al rap cristiano los anima a iniciar un sello discográfico.

### Carrera tempranaReal TalkyAfter the Music Stops(2004–07)
Cinco años después de su conversión al cristianismo, Lecrae se asoció con Ben Washer para fundar Reach Records. A la edad de 25 años lanzó su primer álbum, Real Talk. Al año siguiente, fue relanzado por Cross Movement Records y alcanzó el número 29 en la lista de Billboard Gospel Álbumes, permaneciendo en la lista durante 12 semanas. El álbum más tarde recibió una nominación en los Premios Stellar 2007. En 2005, Lecrae cofundó la organización sin fines de lucro ReachLife Ministries (que ya no está operativa desde abril de 2015), que equipó a los líderes cristianos locales con herramientas, medios, planes de estudio y conferencias que se basaron en las enseñanzas de la Biblia y que son relevantes para la cultura del hip-hop. También en 2005, se lanzó el álbum debut de 116 Clique, The Compilation Álbum.
Después del éxito de Real Talk, Lecrae lanzó su segundo álbum de estudio el 15 de agosto de 2006. Después de Music Stops llegó al N.º 5 en la lista Billboard Gospel Álbumes, n.º 7 en la lista de Billboard Christian Álbumes y n.º 16 en el Billboard Heatseeker Álbum charts y recibió una nominación para un Premio Dove, como fue el sencillo " Jesus Muzik ", con Trip Lee. En 2007, 116 Clique lanzó su segundo álbum, 13 Letters, alcanzando el N.º 10 en la lista de Gospel Álbumes y el n.º 29 en la lista de álbumes cristianos. 116 Clique también lanzó el remix EP Amped, que alcanzó su punto máximo en el n° 24 de la lista de Gospel Álbumes.

### Rebel(2008–09)
El 8 de octubre de 2008, el tercer álbum de Lecrae, Rebel, entró en los charts de Billboard en el puesto n° 60 con 9.800 unidades vendidas y encabezó las listas del Billboard Gospel. Álbum durante dos semanas, el primer álbum de hip-hop en hacerlo. También se registró en el n° 2 en la lista de álbumes cristianos y n° 15 en las listas independientes principales. En 2009, el álbum recibió una nominación en los premios 40th Dove, al igual que la canción de la llama "Joyful Noise", que contó con Lecrae y John Reilly. En el mismo año (2009) también vio el primer papel de la película de Lecrae, cuando apareció en el documental Uprise Presents: Word from the Street por el canal de televisión con sede en el Reino Unido OHTV.
En 2009, se mudó a Atlanta y ayudó a establecer Blueprint Church (Convención Bautista del Sur).

### Rehabseries (2010–11)
El 5 de febrero de 2010, Lecrae lanzó un sencillo de caridad titulado "Far Away", un tributo a las víctimas del terremoto de Haití 2010. Lecrae prometió que todas las ganancias de las ventas individuales irían directamente al esfuerzo de socorro en Haití.
El 7 de julio, Lecrae anunció en el sitio web Reach Records que el título de su nuevo álbum sería Rehab. El 5 de agosto de 2010, Rapzilla compartió una nueva canción de Lecrae llamada "Amp It Up". Posteriormente, Lecrae aclaró en su cuenta de Twitter que la canción no era solo de Rehab, sino más bien una canción para Kanakuk Kamps, una cadena de campamentos cristianos para la cual escribe canciones anualmente. El 31 de agosto de 2010, Reach Records reveló la lista de canciones para Rehab, la lanzó para preordenar y lanzó un video promocional "Idols".Un segundo video promocional, titulado "I Am Dust", debutó el 9 de septiembre de 2010.Tras su lanzamiento, Rehab alcanzó el puesto número 16 en la lista Billboard 200, por lo que es uno de los álbumes cristianos de hip hop más vendidos en ese momento.
El 22 de septiembre de 2010, Rapzilla informó que el paquete Rehab incluía un anunció que animaba a los compradores a comprar otro álbum, Rehab: The Overdose , que se estrenó el 11 de enero de 2011. Incluía 11 canciones nuevas y presentaba a otros artistas cristianos como Thi'sl y Swoope.Rehab: The Overdose debutó en el n.º 15 en el Billboard 200. El 29 de agosto de 2011, Lecrae anunció a través de Twitter que el 27 de septiembre de 2011, lanzaría una edición especial de Rehab, titulada Rehab: Deluxe Edition. El mismo día, 116 Clique lanzó su cuarto álbum, titulado "Man Up".
El 7 de septiembre de 2011, Rapzilla anunció que Lecrae se presentaría en BET Hip Hop Awards Cypher el 11 de octubre de 2011. Lecrae ganó popularidad después de que su verso sobre el cifrado tendió una tendencia nacional en Twitter y apareció en AllHipHop. Lecrae luego apareció como una característica en la canción de Statik Selektah "Live and Let Live" de su álbum Population Control .

### GravityyChurch Clothesseries (2012–13)
El 16 de febrero de 2012, Rapzilla anunció que Lecrae se estaba preparando para lanzar su primer mixtape, Church Clothes. El 3 de mayo de 2012, Lecrae estrenó su video musical para la canción principal de su mixteca Church Clothes en línea en XXL. El vídeo fue conocido por incluir "cameos" de Kendrick Lamar y DJ Premier, lo que atrajo casi 20.000 visitas en menos de un día. Organizado por Don Cannon, la mixtape presentó la canción Darkest Hour, en la que Lecrae colaboró con No Malice of Clipse. Church Clothes se descargó más de 100.000 veces en menos de 48 horas en DatPiff.com, y en menos de un mes alcanzó las 250.000 descargas, una calificación de platino en el sitio web. El 25 de junio de 2012, una versión remasterizada de la mixtape, sin DJ Don Cannon, se lanzó como un EP para su venta en iTunes. Debido a problemas con el muestreo, esta versión fue mucho más corta con solo siete canciones. Tras su lanzamiento, el EP debutó en los charts de Billboard en el número 10 en las listas de álbumes cristianos y álbumes de gospel de la semana del 14 de julio de 2012.
El 27 de abril, Lecrae anunció que su siguiente álbum, Gravity, iba a ser lanzado a finales de 2012, y las sesiones de grabación comenzaron en mayo. El 21 de junio de 2012 Lecrae apareció en vivo en la Apple Store de Chicago para el Black Music Month. La fecha de lanzamiento de Gravity, 4 de septiembre de 2012, así como la obra de arte del álbum se anunció el 19 de julio de 2012 a través de Rapzilla.
El 30 de agosto de 2012, el rapero Saigon anunció que Lecrae sería uno de los artistas destacados en su próximo álbum The Greatest Story Never Told, Capítulo 22: Bread and Circuses (Pan y Circo), con vencimiento el 6 de noviembre de 2012.
Gravity fue lanzado el 4 de septiembre de 2012 a la aclamación de la crítica. Tras su lanzamiento, Gravity debutó en el n° 3 en el Billboard 200, con 72.000 unidades vendidas. El álbum también debutó en el n. ° 1 en las listas de álbumes Christian, Gospel, Independent y Rap, n° 3 en la lista de álbumes digitales y 24 en la lista de álbumes canadienses. Después de que la versión de lujo de iTunes del álbum alcanzó el número 1 en las listas de vendedores, y la versión normal en el número 2, Time escribió un artículo sobre Lecrae y su éxito con el álbum.
El 7 de noviembre de 2013, Lecrae lanzó su segunda mixtape, titulada Church Clothes Vol. 2, alojado una vez más por Don Cannon. El mixtape debutó en el n° 21 en el Billboard 200 , n° 1 en los charts de Billboard Christian Álbumes y Gospel, y n° 3 en el gráfico de Rap Álbumes.

### AnomalyyChurch Clothes 3(2014–2016)
El 3 de junio de 2014, Lecrae anunció a través de las redes sociales que su séptimo álbum de estudio se titularía Anomalía. El álbum lanzado el 9 de septiembre de 2014. Es apoyado por el sencillo "Nuthin". Debutó en el n.º 1 en el Billboard 200 con más de 88.000 copias vendidas durante la primera semana. Es la primera vez que un álbum encabeza tanto el Billboard 200 como el cuadro de Gospel Álbumes. Lecrae también se convirtió en el quinto artista que siguió a Chris Tomlin (2013), TobyMac (2012), LeAnn Rimes (1997) y Bob Carlisle (1997) para conseguir un álbum número uno tanto en Christian Álbumes como en el Billboard 200. Anomaly también marca la sexta vez que Lecrae encabeza la lista de álbumes de Gospel y la quinta vez que encabeza la lista de álbumes cristianos. En su segunda semana de ventas, el álbum vendió 31.000 copias, llevando el total a 120,000 copias vendidas. En su tercera semana de ventas, el álbum vendió otras 17.000 copias, elevando el total a 137.000 copias. Anomaly pasó a vender más de 500.000 copias, y fue certificado Gold por la RIAA el 26 de agosto de 2016. Como recompensa a los fanáticos por su apoyo para ayudar a su álbum a ser el número 1 en Billboard, Lecrae lanzó una nueva canción, "Non-Fiction", como descarga gratuita el 17 de septiembre. La canción fue lanzada posteriormente el 21 de octubre de 2014 en la tienda de iTunes. 
Para promover Anomaly, el 18 de septiembre de 2014, Lecrae apareció en The Tonight Show protagonizada por Jimmy Fallon, actuando junto a The Roots, la banda de la casa del programa. Apareció posteriormente el año siguiente, el 9 de enero de 2015, esta vez como artista destacado. El 15 de enero de 2016, Lecrae lanzó su tercera mixtape Church Clothes 3. La mixtape debutó en el n.º 12 en el Billboard 200 y en el n.º 1 en las listas Christian, Rap e Independent, vendiendo unas 29.207 unidades.

### Firma de Unashamed y Columbia (2016-2017)
En agosto de 2015, Lecrae anunció una próxima memoria titulada Unashamed, que el 3 de mayo de 2016 se publicó a través de B & H Publishing Group, una filial de LifeWay Christian Resources. Se abrió en el nª 19 en la lista de The New York Times Best Seller. En mayo de 2016, Lecrae firmó con Columbia Records, que lanzará futuras grabaciones junto con Reach. Lecrae explicó que firmó este trato con el fin de aumentar la audiencia internacional de Reach, ya que su marca alcanzó su punto máximo a nivel nacional con el lanzamiento de Anomaly. En septiembre de 2016, Reach Records anunció el próximo calendario de la gira de Lecrae, The Destination Tour (You're Accepted), que se extenderá hasta octubre y noviembre. El 21 de octubre de 2016, Lecrae lanzó el sencillo "Can not Stop Me Now (Destination)", el primer sencillo de su próximo álbum de estudio. El 27 de enero de 2017 lanzó el segundo sencillo "Blessings" con Ty Dolla Sign. Lecrae siguió con el tercer sencillo " I'll Find You " con Tori Kelly el 8 de junio de 2017. Luego, el 23 de junio de 2017, lanzó un sencillo promocional "Hammer Time" con 1K. Uf. El 7 de agosto de 2017, Lecrae anunció su octavo álbum de estudio, All Things Work Together, su debut en la gran discográfica. El álbum fue lanzado el 22 de septiembre de 2017.

### Coming in hot (2018-presente)
En 2018, los raperos Lecrae junto a Andy Mineo lanzarían un sencillo juntos, luego de algunos años de su última colaboración. Posteriormente se incluyó al compilatorio Summer Eighteen. En 2019, se lanzaría el vídeo oficial de dicha canción, al notar los artistas la gran acogida que había tenido la canción, con 10 millones de reproducciones en plataformas digitales. Sin embargo, no sería hasta 2020 cuando el sencillo recibiría gran exposición, al ser la banda sonora de estados en redes sociales de diversos artistas conocidos como Kim Kardashian, Will Smith, Stephen Curry, entre otros, esto generó que la canción, a tres años de haber sido lanzada, entrara en listas de Billboard en 2021, un caso poco usual en la música, llegando a la posición #2 en la lista Billboard Triller US Chart y #3 en Triller Global Chart, por tal motivo, los números de reproducciones aumentaron aún más, llevando a Reach Records a aprovechar el auge de la canción lanzando un EP de 4 remezclas del tema, en búsqueda de la certificación RIAA, misma, que llegaría semanas después en agosto de 2021 como Oro.
En este tiempo, llegarían sus álbumes de estudio Restoration, la participación en Sin Vergüenza con la canción La Fiesta junto a Funky, y su posterior remezcla en 2021 junto a Redimi2 y Alex Zurdo. 
En 2023 participó en la remezcla de la canción Danzando junto a Gateway Worship.

## Influencias y estilo musical
El género musical de Lecrae es predominantemente el hip hop sureño y ha sido descrito como una mezcla de crunk, gangsta rap y hardcore hip hop. En su tercer lanzamiento, Rebel, Lecrae ralentizó su estilo en muchas canciones. Rehab se destacó por su diversidad estilística, particularmente en la canción "Children of the Light", que presentaba a Dillavou y Sonny Sandoval e incorporaba influencias de rock y reggae.  
Con respecto a qué artistas musicales lo han influenciado, Lecrae, en una entrevista con Essence, citó a Tupac, Nas, DJ Quik, Scarface y The Cross Movement. En una entrevista con The Christian Post, Lecrae aparece su máximo favorito cinco artistas de hip hop como Tupac, Nas, The Ambassador, Snoop Dogg y aunque por su enfoque de negocio en lugar de su música, Jay-Z. Lecrae también nombra a Outkast y Lauryn Hill como grandes influencias, particularmente sus álbumes Aqueminiy: The Miseducation de Lauryn Hill , respectivamente y considera la canción de Hill "Adam Lives in Theory" como la canción principal que lo nutre espiritualmente. En la canción "Non-Fiction", enumera las Ratas de Túnel junto con The Cross Movement como una influencia cuando recién se convirtió al cristianismo. Teológicamente, Lecrae sigue la tradición reformada de la teología y se considera una figura influyente en el movimiento nuevo Calvinista. Cita a Tommy Nelson, John F. MacArthur y John Piper, entre otros, como influencias tempranas en su fe cristiana, y Lecrae incluso tituló uno de sus éxitos, "Do not Waste Your Life", después del libro del mismo nombre de John Piper. Lecrae explica que a través de Nelson, MacArthur y Piper, posteriormente descubrió a Spurgeon, Calvin y Francis Schaeffer, el último de los cuales Lecrae llama su "héroe personal". Otros teólogos citados por Lecrae incluyen a Tim Keller, Andy Crouch, Randy Alcorn y Abraham Kuyper. También mira a Martin Luther King para inspirarse en desarrollar la fe en asuntos sociales. 
Frecuentemente le dice a la prensa que "Mi música no es cristiana, Lecrae lo es". Le dijo a Miami New Times's Crossfade que "creo que cristiano es un nombre maravilloso, pero un adjetivo terrible. ¿Hay zapatos cristianos, ropas cristianas, plomeros cristianos, pipas cristianas? Creo que si vas a hacerlo, debes etiquetarlo hip-hop ... El hip-hop es un estilo poético en particular. Etiquetarlo con la fe supone que la canción va a ser algún tipo de sermón, pero hay muchas cosas sociales y políticas que no creo que hagan del góspel o de la música cristiana ". También afirmó: "Me gusta pensar en una situación total. Soy un antropólogo social. Si nunca estuve sin hogar, permítanme intentar quedarme sin hogar durante una semana y absorber esa información. Más como un actor de método. Entonces para mí es pasar tiempo con la gente y hablar de cosas desde su perspectiva ".

## Lecrae en la cultura popular
El guardia de los Nets de Brooklyn, Jeremy Lin, recomendó a Lecrae y a Hillsong en una entrevista cuando se les preguntó sobre su música anterior al juego. El ex quarterback de la NFL Tim Tebow y el luchador profesional Ezekiel Jackson también han respaldado a Lecrae. Durante marzo de 2014, Lecrae firmó un contrato de diez días con los Atlanta Hawks, y el 4 de abril de 2014, actuó en vivo en Philips Arena después del juego Hawks. "Dum Dum", una canción de Tedashii con Lecrae, fue utilizada en un episodio de So You Think You Can Dance. Lecrae también creó el tema musical para un nuevo bloque de ESPN SportsCenter llamado "Coast to coast".

## Activismo Social
En 2011, 116 Clique y ReachLife Ministries, ambos dirigidos por Lecrae, lanzaron una campaña de medios llamada "Man Up", destinada a guiar a los jóvenes urbanos masculinos en la paternidad y la hombría bíblica. Cuenta con giras de conciertos y un plan de estudios centrado en un cortometraje y un álbum de estudio, ambos titulados "Man Up", y desde 2012 también ha presentado una serie de eventos de conferencias.
En mayo de 2013, Lecrae se asoció con el jugador de la NBA Dwyane Wade, el cineasta Art Hooker y Joshua DuBois, el exjefe de la Oficina de Asociaciones Religiosas y Vecinales bajo la administración Obama, para crear la campaña nacional de medios "This Is Fatherhood", una iniciativa " dedicado a restaurar el compromiso de Estados Unidos para una paternidad saludable ". La campaña comenzó el 1 de mayo con un "This is Fatherhood Challenge", en el que los concursantes podían enviar vídeos, canciones y ensayos sobre la paternidad hasta el 10 de junio. Los ganadores recibieron premios en efectivo y un viaje a Washington D. C., para una ceremonia en el Día del Padre. Además, Lecrae ofreció tiempo de estudio y tutoría para el ganador del gran premio. Lecrae, Wade, DuBois, Jay Z y el presidente de los EE. UU., Barack Obama, todos hicieron apariciones en los anuncios promocionales de servicio público de la campaña. 
Lecrae también ha contribuido artículos de opinión a Billboard sobre relaciones raciales en los Estados Unidos, incluidos los disturbios de Ferguson en 2014, los tiroteos en la iglesia de Charleston en 2015 y los tiroteos en 2016 de Alton Stirling, Philando Castile y seis oficiales de policía de Dallas. En estos artículos, Lecrae ha pedido comprensión y empatía a través de las divisiones raciales y la voluntad de escuchar a los oprimidos, y también señaló la necesidad de la curación espiritual a través de Jesucristo. A mediados de 2016, Lecrae habló sobre la reconciliación racial en la Universidad de Yale titulada "Conocimiento a través de la narrativa: Reducción de la brecha racial en América". También habló sobre la cultura hip hop en una conferencia TEDx de Nashville, denunciando la misoginia y la violencia desenfrenada en gran parte de la letra del hip hop, pero defendiendo que el hip hop sea utilizado como un agente para el cambio social. En los Premios BET Hip Hop 2016, Lecrae realizó una composición original sobre la injusticia racial en los Estados Unidos, haciendo referencia al asesinato de Philando Castile. El 20 de octubre de 2016, Lecrae escribió en The Huffington Postque ha estado luchando con la depresión y la duda, que fue en parte causada por la reacción violenta que recibió de muchos evangélicos estadounidenses que critican su postura pública sobre cuestiones relacionadas con la raza.

## Vida personal
Lecrae actualmente reside en Atlanta desde que se mudó de Memphis en 2009 y está casado con Darragh Moore. La pareja tiene tres hijos juntos. En una entrevista con HipHopDX, Lecrae declaró que el miembro de Clipse No Malice lo buscó como asesor espiritual.

## Premios y nominaciones
En 2016, recibió un doctorado honorario en música del Canada Christian College de Whitby (Toronto), Ontario, por su compromiso de compartir un mensaje de esperanza con jóvenes desfavorecidos.
En 2022, durante su carrera, había recibido 2 Premios Grammys y 11 Dove Awards.
En 2013, se convirtió en el primer artista de hip hop en ganar el Grammy Award al Mejor Álbum Gospel, que fue otorgado a su sexto álbum, Gravity, en el año 2015 se convirtió en el primer rapero en ganar el Premio BET al Mejor Artista del Gospel.

## Discografía
- Real Talk (2004)
- After the Music Stops (2006)
- Rebel (2008)
- Rehab (2010)
- Rehab: The Overdose (2011)
- Gravity (2012)
- Anomaly (2014)
- All Things Work Together (2017)
- Let the Trap Say Amen (2018)
- Restoration (2020)
- No Church In A While (2021) feat. 1K Phew
- Church Clothes 4 (2022)
- Chrch Clothes 4: Dry Clean Only (2023)